# Człowiek z Wysokiego Zamku (serial telewizyjny)

Mapa polityczna USA według serialu. Kolor szary – strefa okupowana przez III Rzeszę, kolor żółty – strefa okupowana przez Japonię, kolor biały – neutralna strefa buforowa

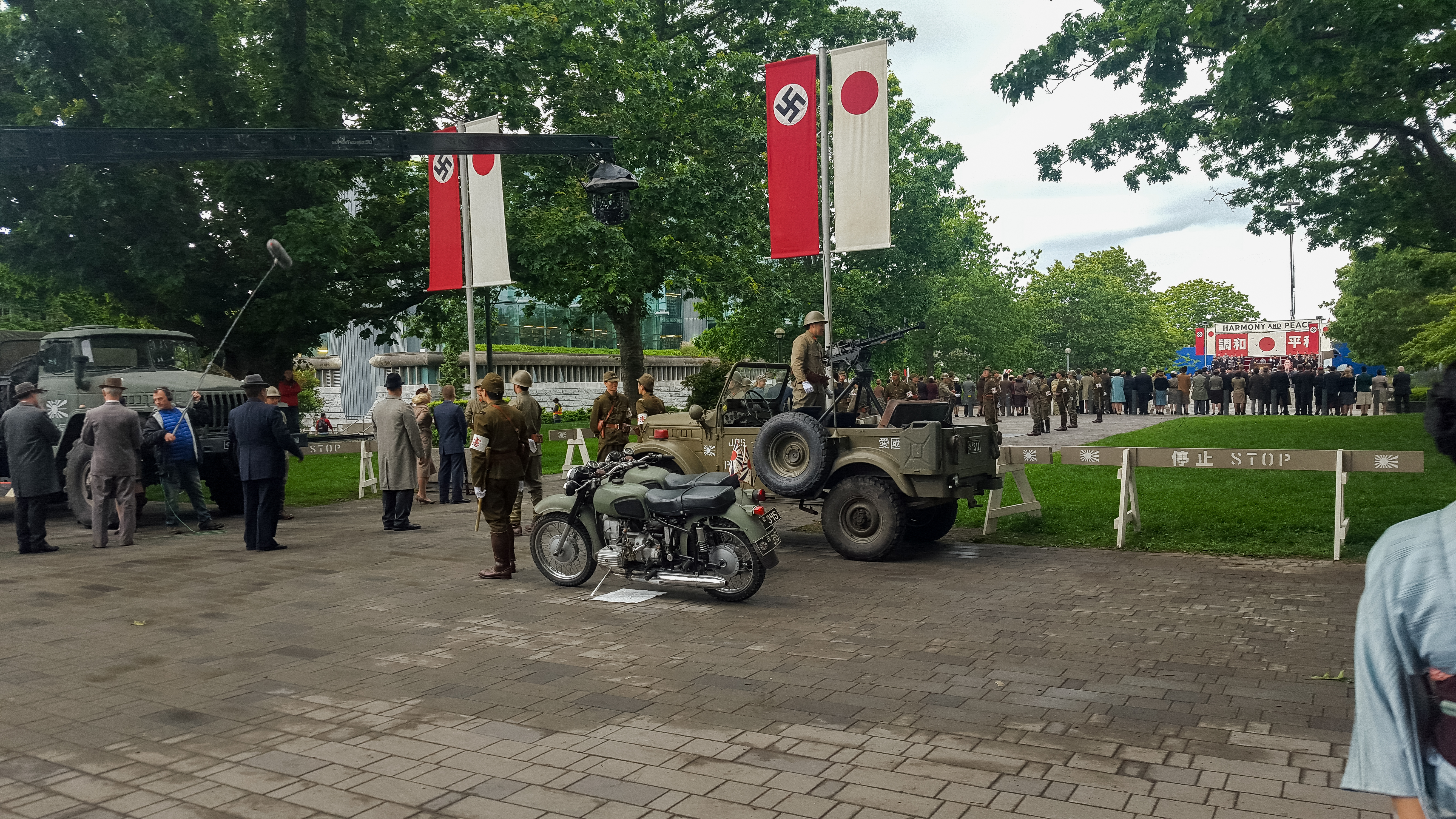
Nagrywanie scen do serialu na Uniwersytecie Kolumbii Brytyjskiej

Człowiek z Wysokiego Zamku (ang. The Man in the High Castle) – amerykański serial telewizyjny emitowany od 15 stycznia 2015 do 15 listopada 2019 na internetowej platformie VOD Amazon Prime Video. Serial jest adaptacją powieści Człowiek z Wysokiego Zamku autorstwa Philipa K. Dicka z 1962.

## Fabuła
Serial opowiada alternatywną historię świata, w którym Alianci przegrali drugą wojnę światową. Akcja serialu zaczyna się w 1962 roku. Część dawnego terytorium USA należy do Wielkiej Nazistowskiej Rzeszy, część do Japońskich Stanów Pacyfiku. Pomiędzy nimi istnieje neutralna strefa buforowa. Zwycięskie mocarstwa – nazistowskie Niemcy i Japonia – podzieliły się władzą nad światem, jednak napięcia między nimi rosną. W obu okupowanych częściach USA działa potajemnie ruch oporu.

## Obsada

### Główna
- Alexa Davalos jako Juliana Crain[1]
- Rupert Evans jako Frank Frink
- Luke Kleintank jako Joe Blake[1]
- DJ Qualls jako Ed McCarthy
- Cary-Hiroyuki Tagawa jako Nobusuke Tagomi
- Rufus Sewell jako John Smith
- Joel de la Fuente jako szef inspektor Kido
- Brennan Brown jako Robert Childan
- Callum Keith Rennie  jako Gary Connell (sezon 2)[2]
- Bella Heathcote jako Nicole Dörmer

### Drugoplanowe
- Carsten Norgaard jako Rudolph Wegener
- Rick Worthy jako Lemuel „Lem” Washington
- Camille Sullivan jako Karen
- Lee Shorten jako sierżant Yoshida
- Arnold Chun jako Kotomichi
- Chelah Horsdal jako Helen Smith
- Quinn Lord jako Thomas Smith
- Gracyn Shinyei jako Amy Smith
- Daniel Roebuck jako Arnold Walker
- Macall Gordon jako Anne Crain Walker
- Hank Harris jako Randall Becker
- Christine Chatelain jako Laura Crothers
- Allan Havey jako the Origami Man
- Burn Gorman jako the Marshal
- Shaun Ross jako the Shoe Shine Boy
- Rob LaBelle jako Carl
- Geoffrey Blake jako Jason Meyer
- Mayumi Yoshida jako księżniczka Japonii
- Louis Ozawa Changchien jako Paul Kasoura
- Tao Okamoto jako Betty, żona Paula
- Amy Okuda jako Christine Tanaka
- Hiro Kanagawa jako Taishi Okamura
- Daisuke Tsuji jako książę Japonii
- Michael Gaston jako Mark Sampson
- Chelah Horsdal jako Helen Smith
- Genea Charpentier jako Jennifer Smith
- Conor Leslie jako Trudy Walker
- Sebastian Roche jako Martin Hausmann (sezon 2)[3]
- Tate Donovan jako George Dixon (sezon 2)[4]
- Tzi Ma jako generał Onoda (sezon 2)[5]
- Stephen Root jako Hawthorne Abendsen/The Man in the High Castle (sezon 2)[6]
- Cara Mitsuko jako Sarah (sezon 2)
- Michael Hogan jako Hagan (sezon 2)
- Yukari Komatsu jako Michiko Tagomi (sezon 2)
- Eddie Shin jako Noriaki Tagomi (sezon 2)
- Jason O’Mara jako Wyatt Price (sezon 3)[7]
- Laura Mennell jako Hedda Parsons (sezon 3)[8]
- Eijiro Ozaki jako admirał Inokuchi[8] (sezon 3)

### Postaci historyczne
- Ray Proscia jako Obergruppenführer Reinhard Heydrich[9]
- Wolf Muser jako Adolf Hitler
- Kenneth Tigar jako SS-Reichsführer Heinrich Himmler (sezon 2)
- Peter Anderson jako Joseph Goebbels (sezon 2)
- Lisa Paxton jako Eva Braun (sezon 2)

## Odcinki
| Sezon | Sezon | Odcinki | Oryginalna emisja Amazon Prime Video | Oryginalna emisja Amazon Prime Video | Oryginalna emisja Amazon Prime Video | Oryginalna emisja Amazon Prime Video | Oryginalna emisja Amazon Prime Video |
| Sezon | Sezon | Odcinki | Premiera sezonu                      | Finał sezonu                         | Premiera sezonu                      | Finał sezonu                         |                                      |
| ----- | ----- | ------- | ------------------------------------ | ------------------------------------ | ------------------------------------ | ------------------------------------ | ------------------------------------ |
|       | 1     | 10      | 15 stycznia 2015                     | 20 listopada 2015                    | 14 grudnia 2016                      | 14 grudnia 2016                      |                                      |
|       | 2     | 10      | 16 grudnia 2016                      | 16 grudnia 2016                      | 16 grudnia 2016                      | 16 grudnia 2016                      |                                      |
|       | 3     | 10      | 5 października 2018                  | 5 października 2018                  | 5 października 2018                  | 5 października 2018                  |                                      |
|       | 4     | 10      | 15 listopada 2019                    | 15 listopada 2019                    | 15 listopada 2019                    | 15 listopada 2019                    |                                      |

## Produkcja
12 listopada 2014 wytwórnia Amazon Studios zamówiła produkcję odcinka pilotowego, który został udostępniony na platformie Amazon 15 stycznia 2015, a 19 lutego 2015 zamówiono cały sezon serialu. 19 grudnia 2015 Amazon Studios zamówiła drugi sezon, 19 grudnia 2016 roku trzeci sezon, a 21 czerwca 2018 czwarty, ostatni sezon.